# Rówienko (Główczyce)
Rówienko (deutsch Rowener Vorwerk) ist ein sehr kleines Dorf im Nordwesten der polnischen Woiwodschaft Pommern. Es gehört zur Gemeinde Główczyce (Glowitz) im Powiat Słupski (Kreis Stolp).
Der Ortsname Rówienko kommt in Polen auch noch in der Woiwodschaft Westpommern vor.

## Geografische Lage
Der Ort Rówienko in der Woiwodschaft Pommern liegt in der Wiesen- und Moorlandschaft südwestlich des Leba-Sees (Jeziore Łeba) und ist über die Woiwodschaftsstraße 213 und die Dörfer Rumsko (Rumbske) und Równo (Rowen) erreichbar. Ein Bahnanschluss besteht nicht.

## Geschichte
Rówienko ist als früheres Rowener Vorwerk mit dem Dorf Rowen (heute polnisch: Równo) und seiner Geschichte aufs Engste verbunden. Bereits um 1784 wird es erwähnt. Bis 1945 war das Rowener Vorwerk eine Ortschaft in der Gemeinde Rowen, die zum Amts- und Standesamtsbezirk Rumbske (Rumsko) im Landkreis Stolp im Regierungsbezirk Köslin (Koszalin) in der preußischen Provinz Pommern gehörte.
Seit 1945 ist das Rowener Vorwerk unter der Bezeichnung Rówienko polnisch und heute Teil der Gmina Główczyce im Powiat Słupski in der Woiwodschaft Pommern (1975 bis 1998 Woiwodschaft Stolp). Der sehr kleine und von weniger als zwanzig Menschen bewohnte Ort ist in das Schulzenamt Rumsko eingegliedert.

## Kirche
Kirchlich waren die Menschen des Rowener Vorwerks bis 1945 in das evangelische Kirchspiel Glowitz (Główczyce) im Kirchenkreis Stolp-Altstadt in der Kirchenprovinz Pommern der Kirche der Altpreußischen Union eingepfarrt. Seit 1945 ist Główczyce Filialdorf der Kreuzkirchengemeinde in Słupsk (Stolp) in der Diözese Pommern-Großpolen der Evangelisch-Augsburgischen Kirche in Polen. Mehrheitlich sind die Bewohner von Rówienko heute katholischer Konfession. Pfarrsitz ist Główczyce in dem neugebildeten Dekanat Główczyce, das zum Bistum Pelplin der Katholischen Kirche in Polen gehört.